# Lot Lohr
Christina Charlotte (Lot) Lohr (Amsterdam, 3 juni 1963) is een Nederlands actrice. Ze is vooral bekend als "Lot" uit Sesamstraat en als hoofdrolspeelster in de uit 1983 daterende tv-serie Sanne. Ze is ook actief als stemactrice.

## Privé
Lohr is een dochter van Peter Lohr, cabaretier en theaterdirecteur en Reina Wartena.
Ze was getrouwd met acteur Anne Buurma, haar tegenspeler in Sanne.

## Televisie
| Programma               | Van          | Tot          | Personage    |
| ----------------------- | ------------ | ------------ | ------------ |
| Sanne                   | 1983         | 1983         | Sanne        |
| Wie was je opa's opa    | 1989         | 1990         | ?            |
| Sesamstraat             | 1988         | 2018         | Lot          |
| De zomer van '45        | 1991         | 1991         | Zus Bayen    |
| Tijd voor twee          | 1996         | 1996         | Moeder Femke |
| Intocht van Sinterklaas | 1999 en 2002 | 1999 en 2002 | Lot          |

## Radio
- Pluk van de Petteflet (1992) – Aagje

## Stemmen
| Programma                                       | Van  | Tot   | Stem                              |
| ----------------------------------------------- | ---- | ----- | --------------------------------- |
| Rupert                                          | 2000 | 2001  | Bruintje Beer (Seizoenen 4 en 5)  |
| Biggetje Dun                                    | ?    | Heden | Biggetje Dun                      |
| Digimon                                         | 2000 | 2002  | Izzy, Palmon, Togemon en Lillymon |
| Cardcaptor Sakura                               | 2001 | Heden | Syaoran Li                        |
| Fairly Odd Parents                              | 2004 | 2017  | Timmy Turner                      |
| Squirrel Boy                                    | ?    | ?     | Andy                              |
| Pokémon                                         | 2004 | 2008  | Max                               |
| Pokémon 11: Giratina en de Krijger van de Lucht | 2009 | Heden | Shaymin (Lucht Vorm)              |
| Girlstuff, Boystuff                             | 2005 | Heden | Talia                             |
| Trollz                                          | 2005 | 2006  | Simon                             |
| Kikker & Vriendjes                              | 2008 | 2008  | Varkentje                         |
| Fillmore!                                       | 2008 | Heden | Verschillende bijrollen           |
| Little People                                   | 2005 | Heden | Eddie                             |
| Ned's Survival Gids                             | ?    | ?     | Lisa Zemo                         |
| Pettson en Findus                               | ?    | Heden | Findus                            |
| Teenage Mutant Ninja Turtles                    | 1993 | 1996  | April O'Neill                     |
| Tricky Tracks (BabyTV)                          | ?    | ?     | Trein                             |
| Ronja de roversdochter                          | ?    | ?     | Bjork                             |
| DuckTales (2017)                                | 2018 |       | Donald Duck (kind)                |